# Gaedioxenis setifrons
Gaedioxenis setifrons är en tvåvingeart som beskrevs av Villeneuve 1937. Gaedioxenis setifrons ingår i släktet Gaedioxenis och familjen parasitflugor. Inga underarter finns listade i Catalogue of Life.